# Botanischer Garten Oslo

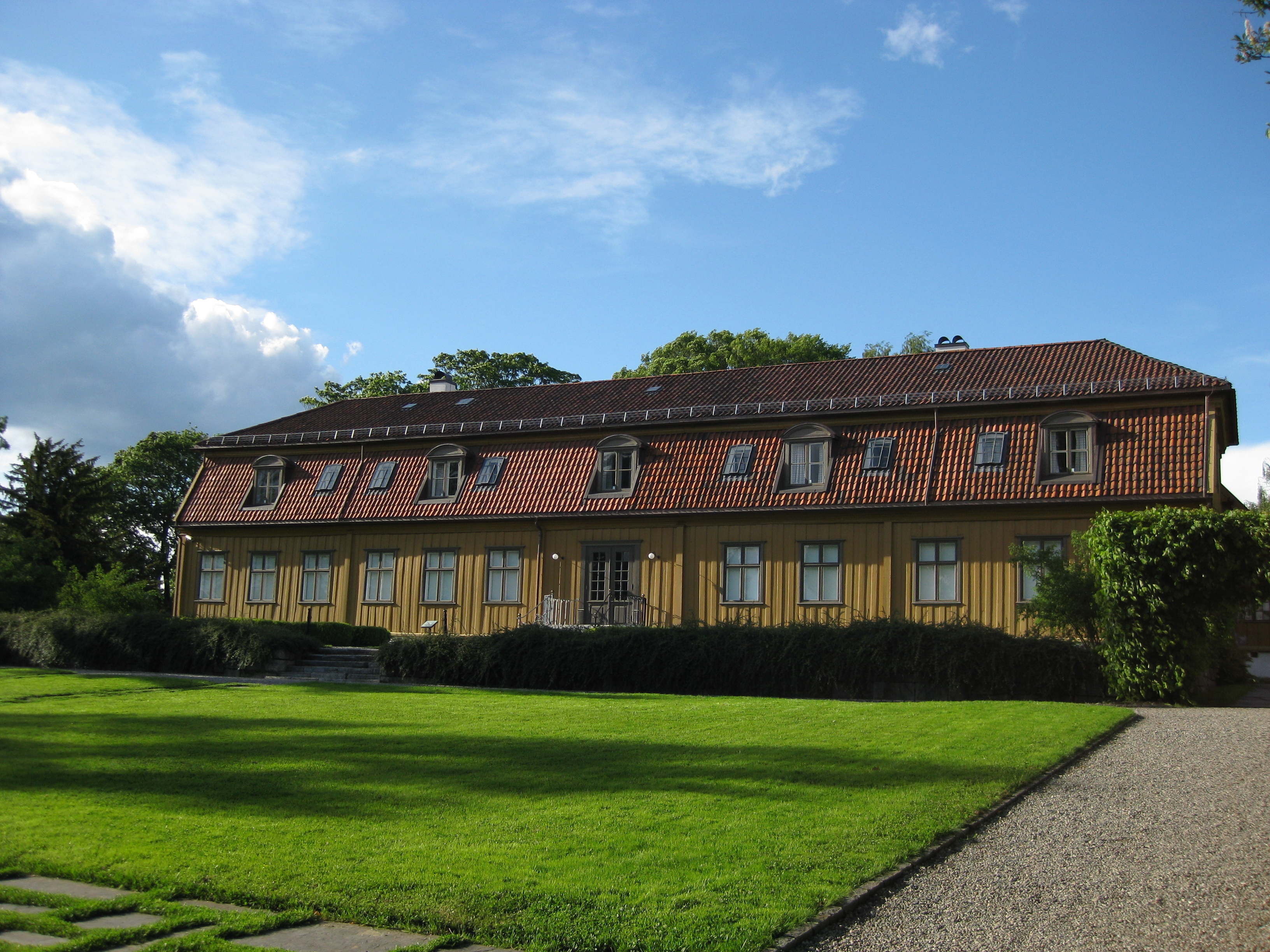
Das Herrenhaus Tøyen im Botanischen Garten

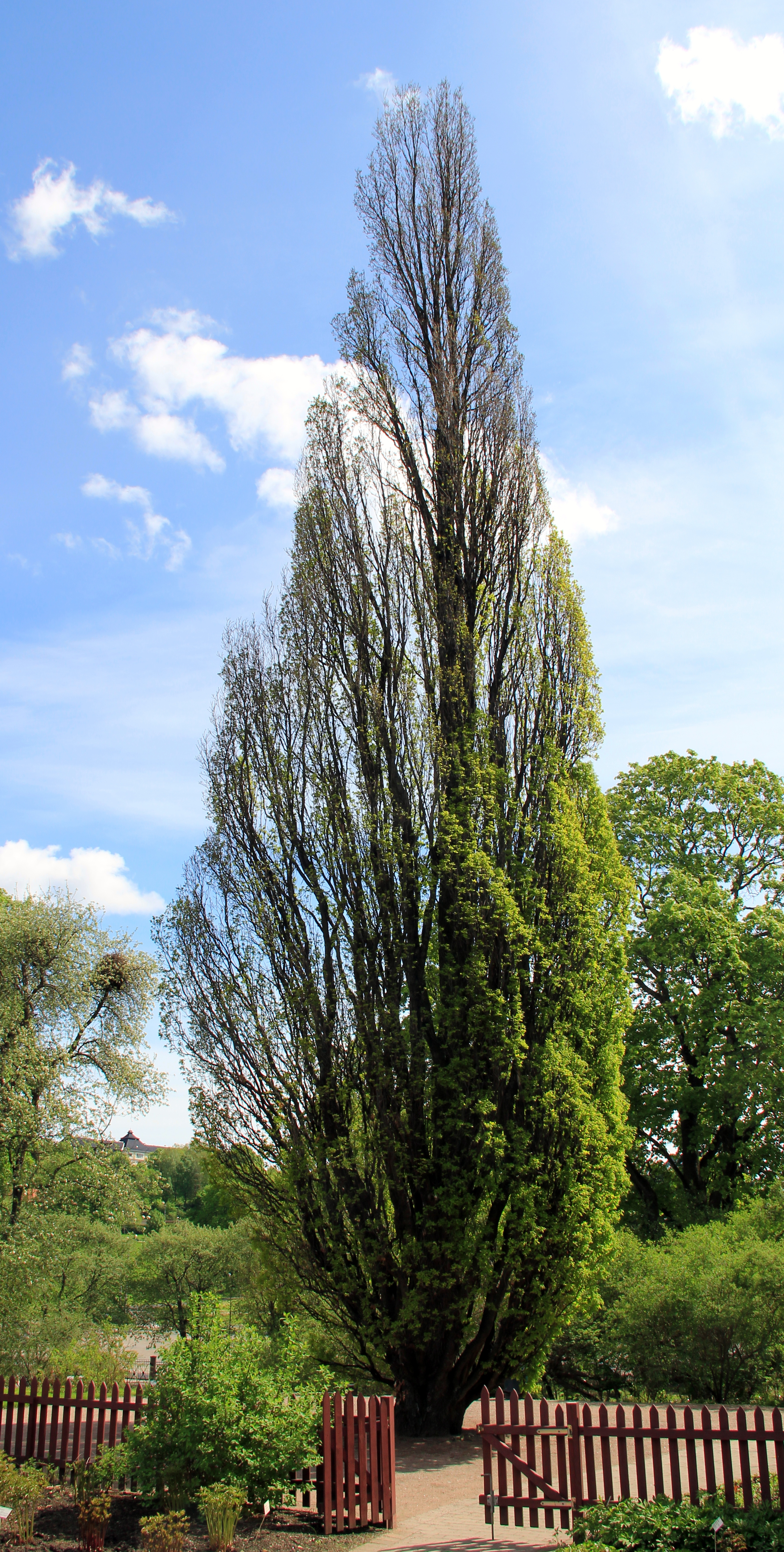
Die Stieleichen sind ein Teil des Arboretum, 2013

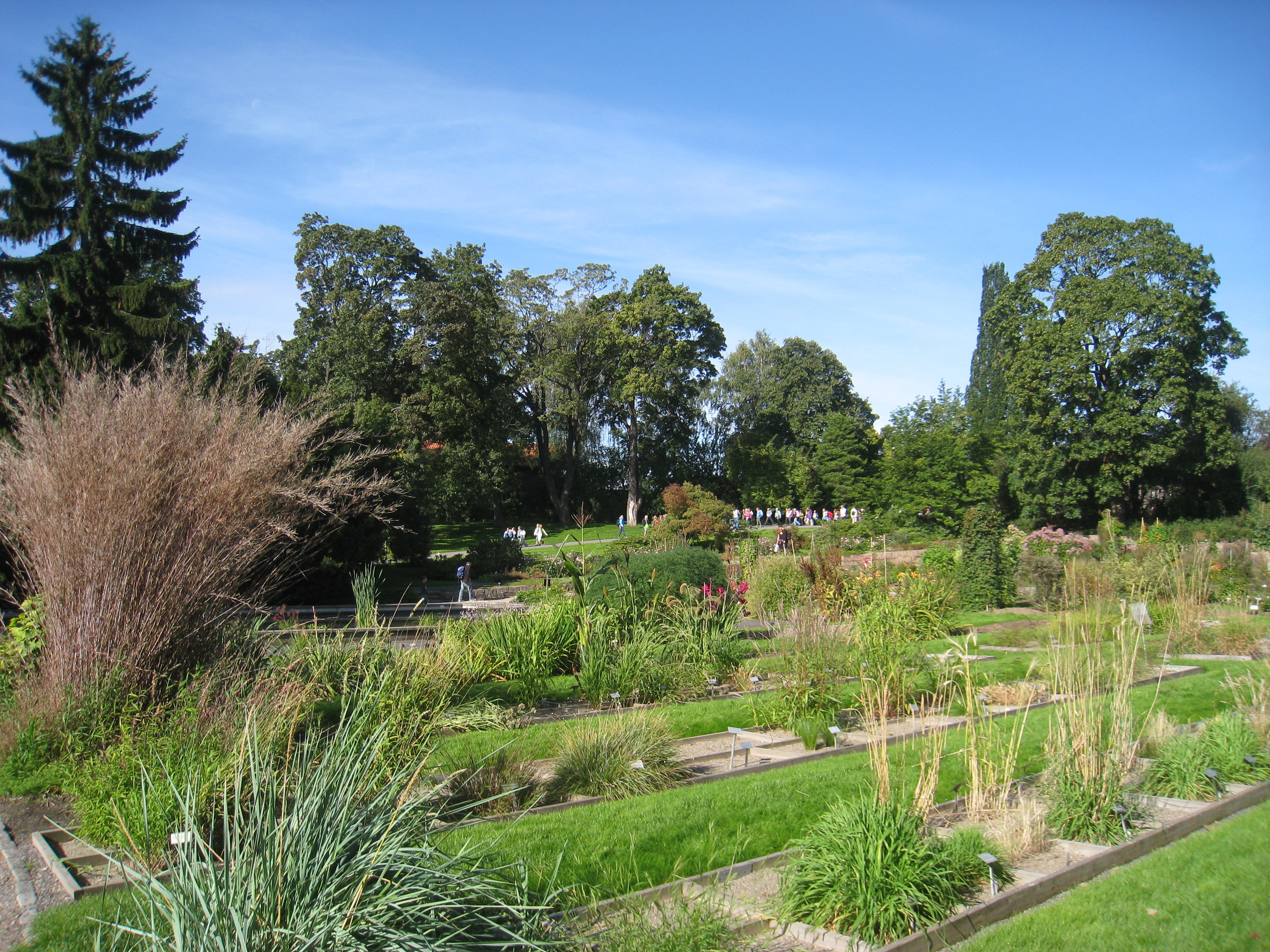
Eine Auswahl von Süßgräsern im Botanischen Garten

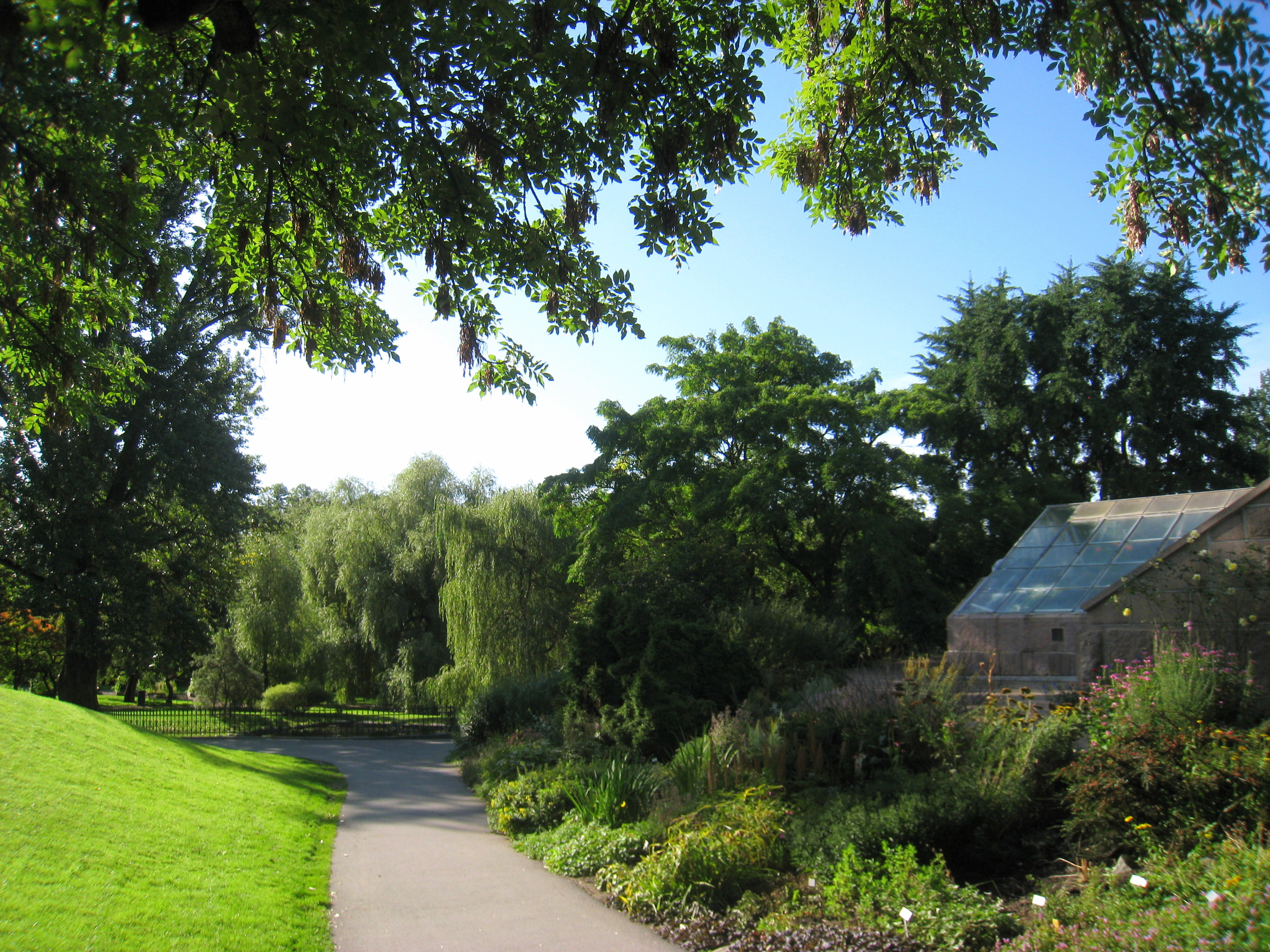
Wege im Botanischen Garten Oslo

Der Botanische Garten Oslo (norwegisch Botanisk hage) in Tøyen bei Oslo ist Norwegens ältester Botanischer Garten, der 1814 gegründet wurde.

## Beschreibung
Der Garten und die Sammlungen sind seitdem ein Teil des Naturhistorisk Museum, zu dem auch das Geologische Museum und das Zoologische Museum gehören. Das Naturhistorisk Museum wiederum gehört zur Universität Oslo (UiO). Der Botanische Garten hat eine Fläche von 150 Maal mit rund 35.000 Pflanzen zu 8.500 Arten aus den verschiedenen Teilen der Welt, deren Auswahl ständig erweitert und umstrukturiert wird.

## Geschichte
Das Gartenareal wurde des heutigen botanischen Gartens gehörte früher zu dem Gut des Herrenhaus Tøyen (norwegisch Tøyen hovedgård). Deren letzter Besitzer Magistratspräsident Johan Lausen Bull verkaufte 1812 sein Anwesen an König Friedrich VI., der es 1814 der 1811 neu gegründeten Universität Oslo überließ. Das Hauptgebäude des Herrenhauses und Haupthaus des jetzigen botanischen Gartens ist heute auch zugleich das älteste Gebäude der Universität Oslo. Auf einer Fläche von 150 Maal des ehemaligen Gutes begann man 1814 mit der Gestaltung eines botanischen Gartens. Der in Kopenhagen tätige deutsch-dänische Botaniker Johan Siebke wurde ab 1815 teilweise in die Planungen mit einbezogen, der Gartenbau wurde jedoch erst 1918 abgeschlossen. Botanischer Garten hat sich seit seiner Gründung bis heute verdoppelt. Das Areal ist in verschiedene Themenbereiche unterteilt und in systematisch Abteilungen, wie unter anderem in Kulturpflanzen, Steingarten und Arboretum. Die beiden Gewächshäuser in dem Gelände, das Palmenhaus und das Viktoriahaus sind ebenfalls Bestandteil des Botanischen Gartens.
Das Botanische Museum in Oslo (gegründet 1863) bildet seit 1975 mit dem Botanischen Garten eine Einheit. Botanischer Garten stellt sich dem Anspruch und soll zum Zweck der Wissensvermittlung dienen, wie unterem über die Reichhaltigkeit der Pflanzenwelt und vor allem die Bedeutung der Erhaltung dieser Artenvielfalt zu vermitteln. Des Weiteren werden Pflanzen aus der norwegischen Natur die geschützt oder gefährdet sind im Botanischen Garten gesichert.
1995 wurde der Botanische Garten mit dem Preis Årets grønne park (Grüner Park des Jahres) ausgezeichnet. Der Park ist zugleich auch eine grüne Lunge für Norwegens Hauptstadt und ein wichtiges Naherholungsgebiet für die Bewohner Oslos.